# Bernard Heidkamp
Bernard Heidkamp (* 29. September 1881 in Damme; † 5. März 1952 in Barßel) war ein deutscher Politiker (Zentrum). Er war von 1925 bis 1928 Abgeordneter des Oldenburgischen Landtages.

## Leben
Heidkamp begann seine berufliche Laufbahn als Schreiberlehrling beim Amtsgericht Damme. Er bestand 1902 die Prüfung für den mittleren Justizdienst und arbeitete anschließend in der Kanzlei und Registratur des Gerichtes. Von 1903 bis 1905 leistete er Militärdienst. Danach war er bis 1907 Gehilfe beim Amtsgericht Friesoythe. Von 1907 bis 1940 war er selbständig als Rechtsbeistand und Prozessvertreter in Barßel tätig, ab 1932 auch als Versteigerer. Daneben war er von 1917 bis 1920 Kassenverwalter beim Militär in Friesoythe und von 1920 bis 1925 Rendant in der Barßeler Filiale der Amtssparkasse Friesoythe. Später wurde er Geschäftsführer der Barßeler Niederlassung der Gewerbe- und Handelsbank Oldenburg.
Im Mai 1925 wurde Heidkamp für die Zentrumspartei in den Oldenburgischen Landtag gewählt, dem er bis 1928 angehörte. Im Parlament war er Schriftführer und Mitglied des Verwaltungsausschusses.